# Windhaag bei Freistadt
Windhaag bei Freistadt est une commune autrichienne du district de Freistadt en Haute-Autriche.

## Géographie
La commune est située sur la ligne de partage des eaux continentales entre l'Elbe et le Danube.

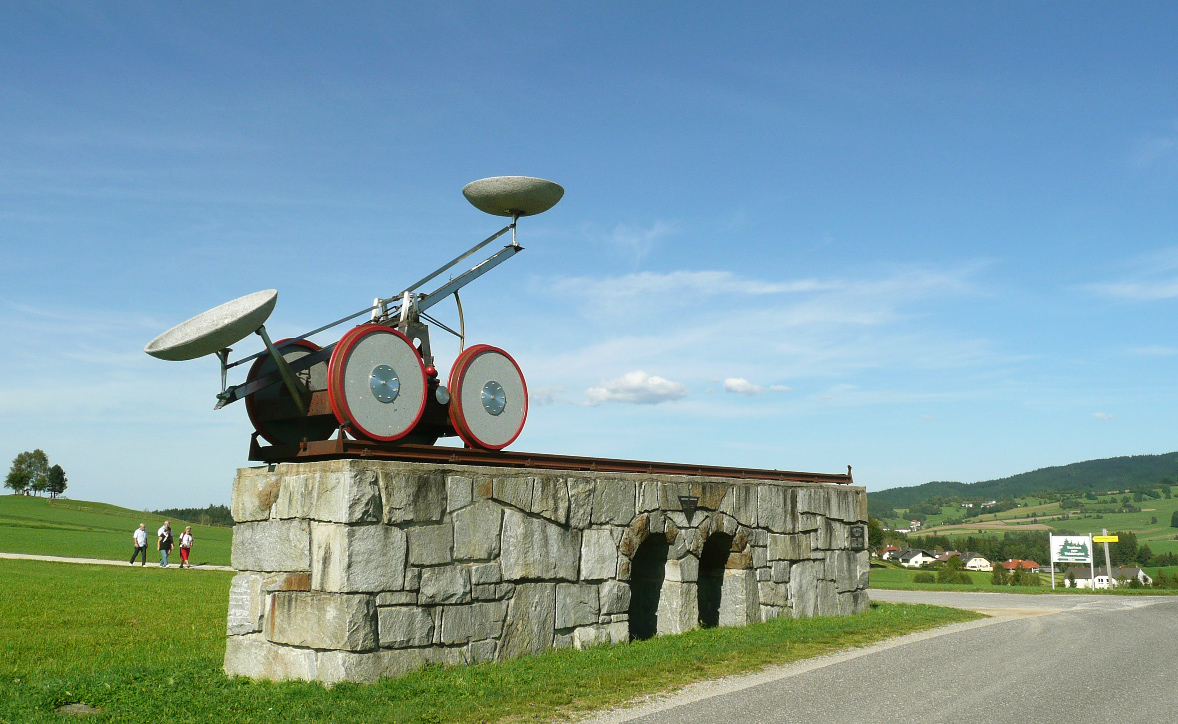
Sculpture cinétique de 1999, mise en mouvement symboliquement par la pluie.